# Congreso Termal
Congreso Termal es la denominación dada al Congreso Nacional de Chile entre 1930 y 1932, y que corresponde a su XXXVI Periodo Legislativo. 
El nombre viene de las Termas de Chillán, donde las jefaturas de los partidos políticos dieron su beneplácito a que el presidente Carlos Ibáñez del Campo elaborara los cupos y listas de candidatos, quitando al Congreso su carácter de democrático. El ministro del Interior, Enrique Bermúdez de la Paz, ofició de árbitro entre los partidos para determinar las cuotas de candidatos.

## Candidaturas
El origen del Congreso Termal trataba de evitar una confrontación electoral que no garantizara el apoyo a Ibáñez y una posible victoria de sus opositores. Haciendo uso de una cláusula de la ley de elecciones de la época que señalaba que en caso de existir igual número de candidatos al de vacantes a llenar no era necesario realizar una elección.
El 3 de febrero de 1930 el conservador del Registro Electoral, Ramón Zañartu Eguiguren, informó sobre las colectividades políticas que estarían autorizadas a presentar candidatos: los partidos Conservador, Liberal Unido, Radical y Demócrata, y la Confederación Republicana de Acción Cívica. Fueron rechazadas las solicitudes de inscripción del Partido Laborista, la Unión Cívica de los Laboristas de Chile, la Concentración Política de los Trabajadores de Aconcagua, el Sindicato Industrial del Ferrocarril Transandino, la Asociación Nacional de Divulgación Científica, el Centro de Retirados de las Policías de la República, la Unión Sindical de Empleados de Hoteles de Chile y la Asociación Industrial de Panaderías de Chile.
El 14 de febrero el ministro del Interior anunció las candidaturas acordadas entre los partidos, y al día siguiente fueron inscritas ante el Conservador del Registro Electoral. El 2 de marzo de 1930, fecha de la elección, se dio por elegidas a todas las candidaturas presentadas. De esta forma, Carlos Ibáñez del Campo, que ya había logrado dominar el Ejecutivo por medio de un plebiscito que lo eligió por unanimidad como Presidente de la República, ahora controlaba el Legislativo a su antojo, en una verdadera dictadura legal.
El 9 de abril el Tribunal Calificador de Elecciones proclamó como electos a los candidatos a diputados y senadores que habían sido presentados en febrero. Asumieron sus escaños el 21 de mayo de 1930.

## Conformación
Por medio del arbitraje del ministro del Interior, el Congreso Nacional quedó conformado de la siguiente manera:
| Partido          | Partido          | Partido                                    | Sigla            | Diputados | Senadores |
| ---------------- | ---------------- | ------------------------------------------ | ---------------- | --------- | --------- |
|                  |                  | Partido Radical                            | PR               | 36        | 11        |
|                  |                  | Partido Liberal Unido                      | PLU              | 30        | 19        |
|                  |                  | Partido Demócrata                          | PD               | 30        | 5         |
|                  |                  | Partido Conservador                        | PCon             | 23        | 9         |
|                  |                  | Confederación Republicana de Acción Cívica | CRAC             | 14        | 1         |
| Total de escaños | Total de escaños | Total de escaños                           | Total de escaños | 133       | 45        |

Dicho Congreso fue criticado duramente por la oposición. A pesar de que después de la caída de Ibáñez asume Juan Esteban Montero, electo en elecciones directas, este no convoca a elecciones del Congreso. Esta es considerada una de las razones de la caída de Montero. 
Al proclamarse la República Socialista una de sus primeras acciones fue disolver el Congreso Termal (1932). Finalmente el presidente provisorio Abraham Oyanedel convoca el 30 de octubre de 1932 a elecciones presidenciales y del Congreso Nacional.

## Jefes de bancada
Eran los líderes de cada partido que hacía las labores de jefe de bancada durante este Congreso Termal, donde el gobierno designó los cupos. Ellos representaban a todos los parlamentarios de su partido.
- Partido Conservador: Carlos Aldunate Solar.
- Partido Demócrata: Javier Ibáñez del Campo.
- Partido Liberal Unido: Pedro Opazo Letelier.
- Partido Radical: Juan Antonio Ríos Morales.
- Confederación Republicana de Acción Cívica de Obreros y Empleados de Chile (CRAC): Benjamín Claro Velasco.

## Elección de laCámara de Diputados

### Listado de diputados 1930-1934
| Departamentos                       | N.º | Diputado                           | Partido |
| ----------------------------------- | --- | ---------------------------------- | ------- |
| Tarapacá Pisagua                    | 1   | Ernesto Silva Román                | CRAC    |
| Tarapacá Pisagua                    | 2   | Arturo Venegas Sánchez             | PD      |
| Tarapacá Pisagua                    | 3   | Marco Antonio de La Cuadra Poisson | PLU     |
| Tarapacá Pisagua                    | 4   | Ricardo Puelma Laval               | PR      |
| Tarapacá Pisagua                    | 5   | Alejandro Gallo Sapiaín            | PR      |
| Tocopilla Antofagasta Taltal        | 6   | Carlos Ramírez Novoa               | CRAC    |
| Tocopilla Antofagasta Taltal        | 7   | Anaclicio López Parra              | PD      |
| Tocopilla Antofagasta Taltal        | 8   | Juan Pradenas Muñoz                | PD      |
| Tocopilla Antofagasta Taltal        | 9   | Selim Carrasco Toledo              | PR      |
| Tocopilla Antofagasta Taltal        | 10  | Arturo Hiparco Lois Fraga          | PR      |
| Tocopilla Antofagasta Taltal        | 11  | Héctor Marino Meléndez             | PR      |
| Copiapó-Freirina Chañaral-Huasco    | 12  | Isaac Hevia Concha                 | PR      |
| Copiapó-Freirina Chañaral-Huasco    | 13  | Isauro Torres Cereceda             | PR      |
| La Serena Elqui Coquimbo            | 14  | Carlos Estévez Gazmuri             | PCon    |
| La Serena Elqui Coquimbo            | 15  | Héctor Álvarez Álvarez             | PD      |
| La Serena Elqui Coquimbo            | 16  | Enrique Echavarría Barriga         | PLU     |
| Ovalle Combarbalá Illapel           | 17  | Gustavo Silva Campos               | PR      |
| Ovalle Combarbalá Illapel           | 18  | Oscar Peña y Lillo                 | PR      |
| Ovalle Combarbalá Illapel           | 19  | Ángel Custodio Vicuña Pérez        | PLU     |
| Ovalle Combarbalá Illapel           | 20  | Gabriel González Videla            | PR      |
| Petorca La Ligua                    | 21  | Arturo Ruiz de Gamboa              | PCon    |
| Petorca La Ligua                    | 22  | Alejandro Cataldo Maureira         | PD      |
| San Felipe Putaendo Los Andes       | 23  | Tito Vespasiano Lisoni Mac-Clure   | PLU     |
| San Felipe Putaendo Los Andes       | 24  | Benigno Acuña Robert               | PR      |
| San Felipe Putaendo Los Andes       | 25  | Santiago Macchiavello Varas        | PR      |
| Valparaíso Casablanca               | 26  | Luis Cruz Almeida                  | CRAC    |
| Valparaíso Casablanca               | 27  | Abraham Morales Ibáñez             | CRAC    |
| Valparaíso Casablanca               | 28  | Francisco Montané Urrejola         | PCon    |
| Valparaíso Casablanca               | 29  | Manuel Muñoz Cornejo               | PCon    |
| Valparaíso Casablanca               | 30  | Enrique Lillo Pacheco              | PD      |
| Valparaíso Casablanca               | 31  | Gustavo Rivera Baeza               | PLU     |
| Valparaíso Casablanca               | 32  | Alfredo Guillermo Bravo Zamora     | PR      |
| Quillota Limache                    | 33  | Ramón Sepúlveda Leal               | PD      |
| Quillota Limache                    | 34  | Armando Tamayo Torres              | PD      |
| Quillota Limache                    | 35  | José María Lorca Pellross          | PLU     |
| Quillota Limache                    | 36  | Miguel Ángel Salvo                 | PR      |
| Santiago                            | 37  | Francisco Araya                    | CRAC    |
| Santiago                            | 38  | Humberto Martones Quezada          | CRAC    |
| Santiago                            | 39  | Julio Rojas Rojas                  | CRAC    |
| Santiago                            | 40  | Luis Moreno Fontanez               | CRAC    |
| Santiago                            | 41  | Domingo Fuentes Valenzuela         | PCon    |
| Santiago                            | 42  | Fernando Varas Contreras           | PCon    |
| Santiago                            | 43  | Carlos Vergara Leyton              | PCon    |
| Santiago                            | 44  | Elías Errázuriz Larraín            | PCon    |
| Santiago                            | 45  | Rafael Silva Lastra                | PD      |
| Santiago                            | 46  | Nicasio Retamales                  | PD      |
| Santiago                            | 47  | Luis Muñoz Moyano                  | PD      |
| Santiago                            | 48  | Ismael Edwards Matte               | PLU     |
| Santiago                            | 49  | Samuel Guzmán García               | PLU     |
| Santiago                            | 50  | Pedro Salinas Fuenzalida           | PLU     |
| Santiago                            | 51  | Luis Castillo Urízar               | PR      |
| Santiago                            | 52  | Juvenal Hernández Jaque            | PR      |
| Santiago                            | 53  | Francisco Jorquera Fuhrmann        | PR      |
| Santiago                            | 54  | Rogelio Ugarte Bustamante          | PR      |
| Melipilla San Antonio La Victoria   | 55  | Manuel Cruzat Vicuña               | PCon    |
| Melipilla San Antonio La Victoria   | 56  | Rafael Moreno Echavarría           | PCon    |
| Melipilla San Antonio La Victoria   | 57  | Cardenio González Sepúlveda        | PD      |
| Melipilla San Antonio La Victoria   | 58  | Arturo Gutiérrez Reveco            | PD      |
| Melipilla San Antonio La Victoria   | 59  | Pedro Pablo Navarrete              | PD      |
| Rancagua Maipo Cachapoal            | 60  | Carlos Sánchez Mejías              | CRAC    |
| Rancagua Maipo Cachapoal            | 61  | Alejo Lira Infante                 | PCon    |
| Rancagua Maipo Cachapoal            | 62  | Alfredo Moreno Bruce               | PLU     |
| Rancagua Maipo Cachapoal            | 63  | Florencio Durán Bernales           | PR      |
| Caupolicán                          | 64  | Guillermo González Echenique       | PCon    |
| Caupolicán                          | 65  | Hermógenes Labbé Labbé             | PLU     |
| Caupolicán                          | 66  | Nicolás Vallejos Encina            | PD      |
| San Fernando San Vicente            | 67  | Domingo Núñez Galeno               | PLU     |
| San Fernando San Vicente            | 68  | Pedro Muñoz Rojas                  | PD      |
| San Fernando San Vicente            | 69  | Joaquín Tagle Ruiz                 | PCon    |
| Curicó Santa Cruz Vichuquén         | 70  | Leoncio Toro Muñoz                 | PCon    |
| Curicó Santa Cruz Vichuquén         | 71  | Francisco Véliz Fredes             | PD      |
| Curicó Santa Cruz Vichuquén         | 72  | Guillermo Correa Fuenzalida        | PLU     |
| Curicó Santa Cruz Vichuquén         | 73  | Roberto Merino Fuenzalida          | PLU     |
| Talca Curepto Lontué                | 74  | Manuel Jorquera Ortiz              | CRAC    |
| Talca Curepto Lontué                | 75  | Ernesto Cruz Concha                | PCon    |
| Talca Curepto Lontué                | 76  | Horacio Azócar Toledo              | PD      |
| Talca Curepto Lontué                | 77  | Alejandro Dussaillant Louandre     | PLU     |
| Talca Curepto Lontué                | 78  | Rodolfo Armas Riquelme             | PR      |
| Constitución Cauquenes Chanco Itata | 79  | Enrique Lira Urquieta              | PCon    |
| Constitución Cauquenes Chanco Itata | 80  | Luis Rodolfo Letelier del Campo    | PLU     |
| Constitución Cauquenes Chanco Itata | 81  | Arturo Manuel Lavín Urrutia        | PLU     |
| Constitución Cauquenes Chanco Itata | 82  | Galvarino Ponce Arellano           | PR      |
| Linares Parral Loncomilla           | 83  | Manuel Isidoro Cruz Ferrada        | PCon    |
| Linares Parral Loncomilla           | 84  | Javier Ibáñez del Campo            | PD      |
| Linares Parral Loncomilla           | 85  | Ignacio Urrutia Manzano            | PLU     |
| Linares Parral Loncomilla           | 86  | Ernesto Rojas del Campo            | PR      |
| San Carlos Chillán                  | 87  | Maximiliano Becerra Mera           | CRAC    |
| San Carlos Chillán                  | 88  | René Carvajal Euth                 | PR      |
| San Carlos Chillán                  | 89  | Ricardo Salas Edwards              | PCon    |
| Bulnes Yungay                       | 90  | Eliecer Mejías Concha              | PR      |
| Bulnes Yungay                       | 91  | José Miguel Opaso Letelier         | PLU     |
| Bulnes Yungay                       | 92  | Demetrio Zañartu Urrutia           | PLU     |
| Concepción Talcahuano Coelemu       | 93  | Eleazar Lazaeta Acharán            | PCon    |
| Concepción Talcahuano Coelemu       | 94  | Fernando Escobar Ferrada           | PD      |
| Concepción Talcahuano Coelemu       | 95  | Santiago Silva Álvarez             | PD      |
| Concepción Talcahuano Coelemu       | 96  | Marcos Serrano Menchaca            | PLU     |
| Concepción Talcahuano Coelemu       | 97  | Leónidas Banderas Le Brun          | PR      |
| Rere Puchacay Lautaro               | 98  | Luis Torres                        | CRAC    |
| Rere Puchacay Lautaro               | 99  | Vicente Acuña Concha               | PD      |
| Rere Puchacay Lautaro               | 100 | Víctor Álamos Lamas                | PLU     |
| Rere Puchacay Lautaro               | 101 | Carlos Elgueta González            | PR      |
| Arauco Lebu Cañete                  | 102 | Alfonso Figueroa Unzeta            | PLU     |
| Arauco Lebu Cañete                  | 103 | Eudocio Rivas Roa                  | PR      |
| Arauco Lebu Cañete                  | 104 | Luis Muñoz Monje                   | PD      |
| La Laja Nacimiento Mulchén          | 105 | Ricardo Alegría Molina             | CRAC    |
| La Laja Nacimiento Mulchén          | 106 | Jorge Orrego Puelma                | PLU     |
| La Laja Nacimiento Mulchén          | 107 | Julio René De La Jara Zúñiga       | PLU     |
| La Laja Nacimiento Mulchén          | 108 | Manuel Escobar Moreira             | PR      |
| Angol Traiguén Mariluán Collipulli  | 109 | Heriberto Arnechino Godoy          | PD      |
| Angol Traiguén Mariluán Collipulli  | 110 | Alfredo Soto Bunster               | PLU     |
| Angol Traiguén Mariluán Collipulli  | 111 | Javier Cuéllar Valenzuela          | PR      |
| Angol Traiguén Mariluán Collipulli  | 112 | Bartolomé Sepúlveda Onfray         | PR      |
| Temuco Imperial Llaima              | 113 | Manuel De La Lastra Cruchaga       | PCon    |
| Temuco Imperial Llaima              | 114 | Luis Mandujano Tobar               | PD      |
| Temuco Imperial Llaima              | 115 | Francisco Melivilu Henríquez       | PD      |
| Temuco Imperial Llaima              | 116 | Manuel Manquilef González          | PLU     |
| Temuco Imperial Llaima              | 117 | Rudecindo Ortega Mason             | PR      |
| Temuco Imperial Llaima              | 118 | Luis Uriba Barra                   | PR      |
| Valdivia La Unión Villarrica        | 119 | Prudencio Garrido Salazar          | CRAC    |
| Valdivia La Unión Villarrica        | 120 | Enrique Montero                    | PCon    |
| Valdivia La Unión Villarrica        | 121 | Pedro Nolasco Cárdenas Avendaño    | PD      |
| Valdivia La Unión Villarrica        | 122 | Abraham Quevedo Vega               | PD      |
| Valdivia La Unión Villarrica        | 123 | Pablo Hoffmann Thater              | PLU     |
| Valdivia La Unión Villarrica        | 124 | Miguel Luis Lagos Lagos            | PLU     |
| Valdivia La Unión Villarrica        | 125 | Liitré Quiroga Arenas              | PR      |
| Osorno Llanquihue Carelmapu         | 126 | Aurelio Morales                    | PR      |
| Osorno Llanquihue Carelmapu         | 127 | Ignacio García Henríquez           | PCon    |
| Osorno Llanquihue Carelmapu         | 128 | Arturo Montecinos Rozas            | PR      |
| Osorno Llanquihue Carelmapu         | 129 | Manuel Araya Vargas                | PD      |
| Ancud Quinchao Castro               | 130 | Luis Cabrera Ferrada               | PCon    |
| Ancud Quinchao Castro               | 131 | Leónias Leyton Leyton              | PD      |
| Ancud Quinchao Castro               | 132 | Juan Rafael Del Canto Medán        | PLU     |
| Ancud Quinchao Castro               | 133 | Javier María Silva                 | PR      |

#### Presidentes de la Cámara de Diputados
| Inicio                  | Término                 | Presidente | Presidente              | Partido | Partido |
| ----------------------- | ----------------------- | ---------- | ----------------------- | ------- | ------- |
| 15 de marzo de 1930     | 30 de noviembre de 1931 |            | Arturo Montecinos Rozas |         | PR      |
| 30 de noviembre de 1931 | 19 de marzo de 1932     |            | Liitré Quiroga Arenas   |         | PR      |
| 19 de marzo de 1932     | 6 de junio de 1932      |            | Samuel Guzmán García    |         | PLU     |

## Elección delSenado

### Listado de senadores 1930-1934
Aquellos escaños no marcados, corresponden a los senadores que mantienen su cupo senatorial desde 1926, considerando que duran ocho años en el cargo. 
Aquellos escaños destacados con color oscuro, son los elegidos en este período, aunque no democráticamente, ya que este Congreso Termal no tuvo la oportunidad de llegar a las urnas, al haber tantos candidatos como cupos a escoger, por lo que de acuerdo a un resquicio legal constitucional, la dictadura de Carlos Ibáñez del Campo decidió manipular el poder Legislativo.
| Provincias                 | N.º | Senador                             | Partido |
| -------------------------- | --- | ----------------------------------- | ------- |
| Tarapacá Antofagasta       | 1   | Manuel Hidalgo Plaza                | CRAC    |
| Tarapacá Antofagasta       | 2   | Juan Luis Carmona                   | PLU     |
| Tarapacá Antofagasta       | 3   | Oscar Viel Cavero                   | PLU     |
| Tarapacá Antofagasta       | 4   | Aurelio Núñez Morgado               | PR      |
| Tarapacá Antofagasta       | 5   | Alberto Cabero Díaz                 | PR      |
| Atacama Coquimbo           | 6   | Carlos Villarroel Mora              | PLU     |
| Atacama Coquimbo           | 7   | Aquiles Concha Stuardo              | PD      |
| Atacama Coquimbo           | 8   | Joaquín Yrarrázaval Larraín         | PCon    |
| Atacama Coquimbo           | 9   | Nicolás Marambio Montt              | PR      |
| Atacama Coquimbo           | 10  | Oscar Urzúa Jaramillo               | PLU     |
| Aconcagua Valparaíso       | 11  | Silvestre Ochagavía Echaurren       | PCon    |
| Aconcagua Valparaíso       | 12  | Rafael Luis Barahona San Martín     | PLU     |
| Aconcagua Valparaíso       | 13  | Aurelio Cruzat Ortega               | PR      |
| Aconcagua Valparaíso       | 14  | Antonio Vial Infante                | PLU     |
| Aconcagua Valparaíso       | 15  | Arturo Lyon Peña                    | PCon    |
| Santiago                   | 16  | Guillermo Barros Jaraquemada        | PLU     |
| Santiago                   | 17  | Joaquín Echenique Gandarillas       | PCon    |
| Santiago                   | 18  | Roberto Sánchez García De La Huerta | PLU     |
| Santiago                   | 19  | Emilio Rodríguez Mendoza            | PLU     |
| Santiago                   | 20  | Vicente Adrián Villalobos           | PD      |
| Cachapoal Colchagua Curicó | 21  | José Exequiel González Cortés       | PCon    |
| Cachapoal Colchagua Curicó | 22  | Armando Jaramillo Valderrama        | PLU     |
| Cachapoal Colchagua Curicó | 23  | Francisco Vidal Garcés              | PCon    |
| Cachapoal Colchagua Curicó | 24  | Ladislao Errázuriz Lazcano          | PLU     |
| Cachapoal Colchagua Curicó | 25  | Alfredo Piwonka Gilabert            | PR      |
| Talca Linares Maule        | 26  | Pedro Opazo Letelier                | PLU     |
| Talca Linares Maule        | 27  | Romualdo Silva Cortés               | PCon    |
| Talca Linares Maule        | 28  | Jacinto León Lavín                  | PLU     |
| Talca Linares Maule        | 29  | Pedro Pablo Dartnell Encina         | PLU     |
| Talca Linares Maule        | 30  | Gabriel Letelier Elgart             | PLU     |
| Ñuble Concepción Arauco    | 31  | Enrique Oyarzún Mondaca             | PR      |
| Ñuble Concepción Arauco    | 32  | Augusto Rivera Parga                | PR      |
| Ñuble Concepción Arauco    | 33  | Alfredo Barros Errázuriz            | PCon    |
| Ñuble Concepción Arauco    | 34  | Luis Enrique Concha González        | PD      |
| Ñuble Concepción Arauco    | 35  | Enrique Zañartu Prieto              | PLU     |
| Biobío Malleco Cautín      | 36  | Artemio Gutiérrez Vidal             | PD      |
| Biobío Malleco Cautín      | 37  | Remigio Medina Neira                | PR      |
| Biobío Malleco Cautín      | 38  | Víctor Körner Anwandter             | PLU     |
| Biobío Malleco Cautín      | 39  | Juan Antonio Ríos Morales           | PR      |
| Biobío Malleco Cautín      | 40  | Fidel Estay Cortés                  | PD      |
| Valdivia Llanquihue Chiloé | 41  | José Maza Fernández                 | PLU     |
| Valdivia Llanquihue Chiloé | 42  | Luis Alberto Cariola Maffei         | PCon    |
| Valdivia Llanquihue Chiloé | 43  | Carlos Schürmann Ritter             | PLU     |
| Valdivia Llanquihue Chiloé | 44  | Absalón Valencia Zavala             | PLU     |
| Valdivia Llanquihue Chiloé | 45  | Alfonso Bórquez Pérez               | PR      |

#### Presidentes del Senado
| Inicio              | Término             | Presidente | Presidente           | Partido | Partido |
| ------------------- | ------------------- | ---------- | -------------------- | ------- | ------- |
| 15 de marzo de 1930 | 19 de marzo de 1932 |            | Pedro Opazo Letelier |         | PLU     |
| 19 de marzo de 1932 | 6 de junio de 1932  |            | Alberto Cabero Díaz  |         | PR      |

## Suspensión del Período Constitucional
La crisis económica que afectaba a todo el mundo occidental y más crudamente a Chile que no se encontraba preparado y casi agotado tras la pérdida de las ventas del mejor producto chileno, el salitre, la situación política y social de Chile era también precaria. 
La dictadura de Carlos Ibáñez del Campo había terminado abruptamente con su dimisión en 1931, para evitar una guerra civil, ya que la sociedad estaba en contra de las decisiones gubernamentales para paliar la crisis. Sin embargo, el gobierno de Juan Esteban Montero no fue muy raudo en solucionar los problemas del país.
El 4 de junio de 1932, se instala una Junta de Gobierno presidida por el general en retiro Arturo Puga junto con Carlos Dávila Espinoza y Eugenio Matte Hurtado. Asumen labores ministeriales el principal gestor de la jornada, el comodoro del aire Marmaduque Grove Vallejo (en Defensa), además de Óscar Schnake Vergara (Secretaría General de Gobierno), Eugenio González (Educación), Luis Barriga Errázuriz (Relaciones Exteriores), Alfredo Lagarrigue (Hacienda), Óscar Cifuentes Solar (Salud) y Carlos Alberto Martínez (Tierras y Colonización).
El 6 de junio la junta decretó la disolución del Congreso Nacional (el denominado Congreso Termal), electo en 1930 en irregulares circunstancias que entorpeció el ejercicio de Montero y de los demás gobernantes y que era bastante cuestionado por la opinión pública.